# Hedwige Lubomirska
Jadwiga Julia Wanda Lubomirska, ou Hedwige Lubomirska (née le 29 juin 1815 à Przeworsk (Pologne), et décédée le 14 février 1895 à Bruxelles), princesse polonaise de la famille Lubomirski, troisième épouse du prince Eugène Ier de Ligne.
Elle est la fille du prince Henryk Ludwik Lubomirski (1777-1850) et de Teresa Czartoryska.

## Mariage et descendance
Le 28 octobre 1836, à Vienne (Autriche), Hedwige Lubomirska épouse, le prince Eugène Ier de Ligne (1804-1880). Ils ont pour enfants:
- Charles Joseph Eugène Henri Georges Lamoral (1837-1914),
- Edouard (1839-1911),
- Isabelle (1840-1858),
- Marie Georgine Sophie Hedwige (1843-1898), épouse de Sosthènes II, vicomte de La Rochefoucauld